# Köpenhamns sexdagars

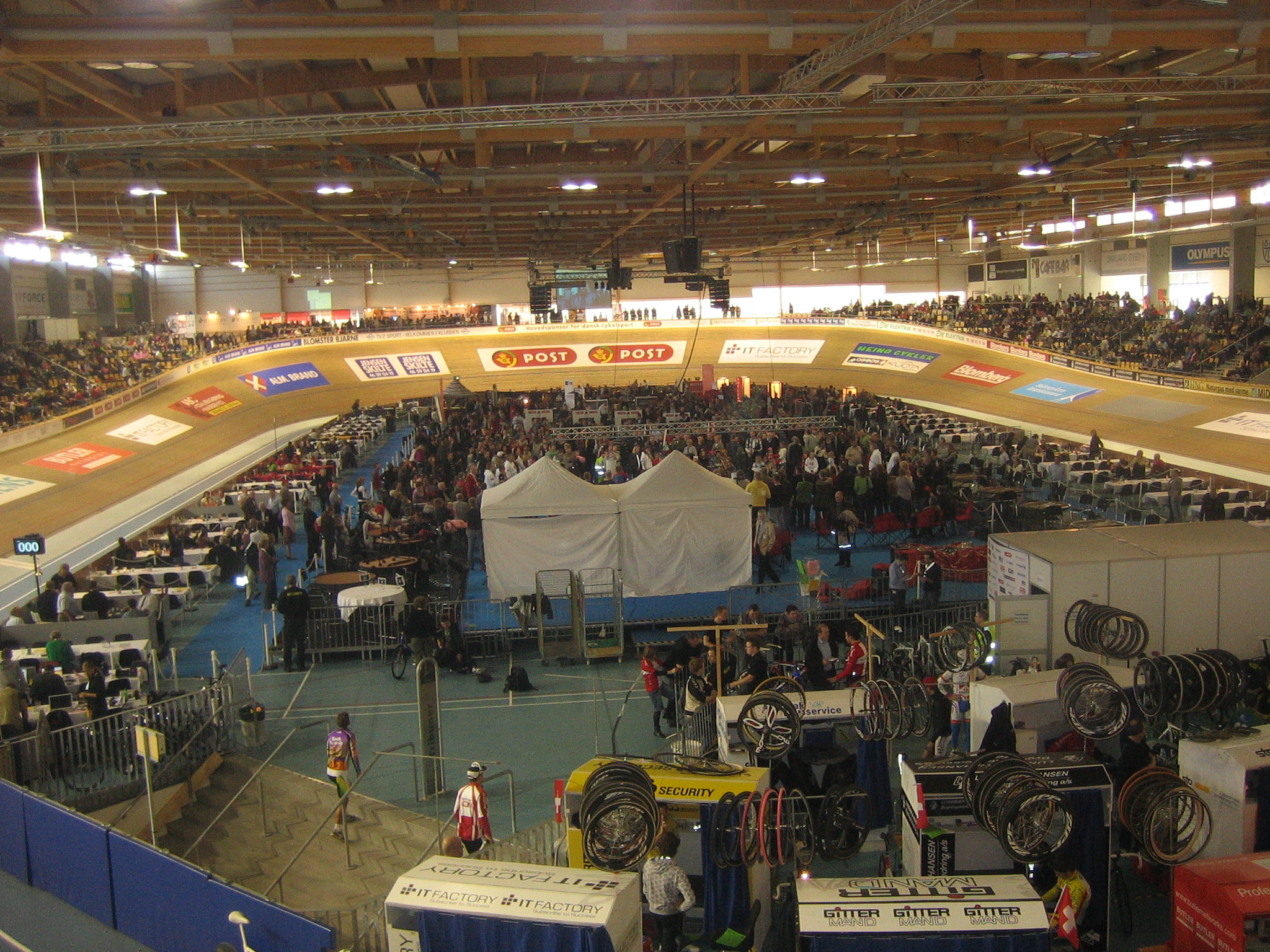
Köpenhamns sexdagars i Ballerup 2008.

Köpenhamns sexdagars var ett sexdagarslopp i bancykling vars första upplaga kördes i februari 1934. Från första upplagan fram till och med 1999 kördes det i Forum Köpenhamn (1998 dock i Brøndbyhallen). Från 2005 kördes det i Ballerup Super Arena. Loppet har inte arrangerats sedan 2019.
De första åren hoppade loppet fram och tillbaka i kalendern ibland före nyår, ibland efter (sexdagarscyklingens säsong går från höst till vår över vintern, vilket också förklarar varför det vissa kalenderår kördes två lopp och andra inget). När det återupptogs 1976 stabiliserade det sig kring månadsskiftet januari/februari (med undantag för vintern 1989/1990 då det kördes i december).
2020 ställdes loppet in av arrangören Michael Sandstød beroende på personliga skäl. Det skulle ha arrangerats i januari/februari 2021, nu flyttat till Royal Arena, men Royal Arena drog sig sedan ur.
I stället har loppet ersatts av ett tredagarslopp arrangerat av DBC Ballerup vars första upplaga kördes den 7 till 9 februari 2020. Det skulle sedan körts en ny upplaga i november samma år (vintern 2020/2021), men denna fick ställas in på grund av coronapandemin. I november 2021 kunde DBC Balleup tredagars dock återupptagas.
Flest segrar, åtta stycken, har australiern Danny Clark.

## Podieplaceringar
| År             | Vinnare                               | Tvåa                                  | Trea                                     |                                  |
| 1934 feb.      | Willy Funda Hans Pützfeld             | Willy Falck Hansen Willy Rieger       | Albert Billiet René Martin               |                                  |
| 1934 nov./dec. | Willy Falck Hansen Viktor Rausch      | Adolphe Charlier Mogens Danholt       | Willy Funda Hans Pützfeld                |                                  |
| 1936 jan./feb. | Albert Billiet Werner Grundahl Hansen | Adolphe Charlier Roger Deneef         | Willy Falck Hansen Cor Wals              |                                  |
| 1936 nov./dec. | Jan Pijnenburg Frans Slaats           | Albert Billiet Kamiel Dekuysscher     | Werner Grundahl Hansen Cor Wals          |                                  |
| 1937 dec.      | Kees Pellenaars Frans Slaats          | Albert Billiet Albert Buysse          | Louis van Schijndel Frans van den Broeck |                                  |
| 1939 feb.      | Karel Kaers Omer De Bruycker          | Werner Grundahl Hansen Bjorn Stieler  | Kees Pellenaars Frans Slaats             |                                  |
| 1940- 1950     | Ej avhållet (andra världskriget)      | Ej avhållet (andra världskriget)      | Ej avhållet (andra världskriget)         | Ej avhållet (andra världskriget) |
| 1951           | Kay Werner Nielsen Oscar Plattner     | Alvaro Giorgetti Ove-Claus Hansen     | Emile Gosselin Evan Klamer               |                                  |
| 1952           | Lucien Gillen Kay Werner Nielsen      | Alvaro Giorgetti Ib Laursen           | Marcel Bareth Otto Olsen                 |                                  |
| 1953           | Lucien Gillen Ferdinando Terruzzi     | Evan Klamer Kay Werner Nielsen        | Lucien Acou Achiel Bruneel               |                                  |
| 1954           | Lucien Gillen Ferdinando Terruzzi     | Evan Klamer Kay Werner Nielsen        | Sidney Patterson Alfred Strom            |                                  |
| 1955           | Evan Klamer Kay Werner Nielsen        | Dominique Forlini Georges Senfftleben | Lucien Gillen Ferdinando Terruzzi        |                                  |
| 1956 feb.      | Dominique Forlini Georges Senfftleben | Gerrit Peters Gerrit Schulte          | Evan Klamer Kay Werner Nielsen           |                                  |
| 1956 dec.      | Lucien Gillen Gerrit Schulte          | Reginald Arnold Ferdinando Terruzzi   | Evan Klamer Kay Werner Nielsen           |                                  |
| 1957           | Fritz Pfenninger Jean Roth            | Reginald Arnold Ferdinando Terruzzi   | Lucien Gillen Kay Werner Nielsen         |                                  |
| 1958           | Emile Severeyns Rik Van Steenbergen   | Palle Lykke Jensen Kay Werner Nielsen | Fritz Pfenninger Jean Roth               |                                  |
| 1959           | Palle Lykke Jensen Kay Werner Nielsen | Emile Severeyns Rik Van Steenbergen   | Reginald Arnold Ferdinando Terruzzi      |                                  |
| 1960           | Emile Severeyns Rik Van Steenbergen   | Walter Bucher Fritz Pfenninger        | Palle Lykke Jensen Kay Werner Nielsen    |                                  |
| 1961- 1975     | Ej avhållet                           | Ej avhållet                           | Ej avhållet                              | Ej avhållet                      |
| 1976           | Graeme Gilmore Dieter Kemper          | Albert Fritz Wilfried Peffgen         | Günter Haritz René Pijnen                |                                  |
| 1977           | Ole Ritter Patrick Sercu              | Albert Fritz Wilfried Peffgen         | Roman Hermann René Pijnen                |                                  |
| 1978           | Donald Allan Danny Clark              | Wilfried Peffgen Ole Ritter           | Gert Frank René Pijnen                   |                                  |
| 1979           | Gert Frank René Pijnen                | Donald Allan Danny Clark              | Patrick Sercu Kim Gunnar Svendsen        |                                  |
| 1980           | Albert Fritz Patrick Sercu            | Donald Allan Danny Clark              | Roman Hermann Horst Schütz               |                                  |
| 1981           | Albert Fritz Patrick Sercu            | Gert Frank Hans-Henrik Ørsted         | Roman Hermann René Pijnen                |                                  |
| 1982           | René Pijnen Patrick Sercu             | Albert Fritz Dietrich Thurau          | Gert Frank Hans-Henrik Ørsted            |                                  |
| 1983           | Gert Frank Patrick Sercu              | Danny Clark Hans-Henrik Ørsted        | Albert Fritz René Pijnen                 |                                  |
| 1984           | Albert Fritz Dietrich Thurau          | Gert Frank Hans-Henrik Ørsted         | Josef Kristen René Pijnen                |                                  |
| 1985           | Gert Frank Hans-Henrik Ørsted         | Danny Clark René Pijnen               | Josef Kristen Henry Rinklin              |                                  |
| 1986           | Danny Clark Anthony Doyle             | Gert Frank René Pijnen                | Roman Hermann Hans-Henrik Ørsted         |                                  |
| 1987           | Danny Clark Anthony Doyle             | Roman Hermann Josef Kristen           | Jørgen Vagn Pedersen Jesper Worre        |                                  |

| År             | Vinnare                            | Tvåa                                   | Trea                                   |             |
| 1988           | Roman Hermann Hans-Henrik Ørsted   | Danny Clark Anthony Doyle              | Jørgen Vagn Pedersen Jesper Worre      |             |
| 1989 jan./feb. | Danny Clark Urs Freuler            | Anthony Doyle Michael Marcussen        | Dan Frost Roman Hermann                |             |
| 1989 dec.      | Danny Clark Jens Veggerby          | Volker Diehl Roland Günther            | Sigmund Hermann Michael Marcussen      |             |
| 1991           | Danny Clark Jens Veggerby          | Pierangelo Bincoletto Bruno Holenweger | Adriano Baffi Rolf Sørensen            |             |
| 1992           | Danny Clark Urs Freuler            | Etienne De Wilde Constant Tourné       | Pierangelo Bincoletto Jens Veggerby    |             |
| 1993           | Rolf Sørensen Jens Veggerby        | Danny Clark Anthony Doyle              | Pierangelo Bincoletto Etienne De Wilde |             |
| 1994           | Kurt Betschart Bruno Risi          | Jens Veggerby Etienne De Wilde         | Urs Freuler Bjarne Riis                |             |
| 1995           | Danny Clark Jimmi Madsen           | Rolf Sørensen Jens Veggerby            | Etienne De Wilde Urs Freuler           |             |
| 1996           | Kurt Betschart Bruno Risi          | Silvio Martinello Marco Villa          | Jimmi Madsen Jens Veggerby             |             |
| 1997           | Jimmi Madsen Jens Veggerby         | Silvio Martinello Marco Villa          | Danny Clark Matthew Gilmore            |             |
| 1998           | Silvio Martinello Marco Villa      | Jimmi Madsen Jens Veggerby             | Kurt Betschart Bruno Risi              |             |
| 1999           | Tayeb Braikia Jimmi Madsen         | Etienne De Wilde Andreas Kappes        | Silvio Martinello Jesper Skibby        |             |
| 2000- 2001     | Ej avhållet                        | Ej avhållet                            | Ej avhållet                            | Ej avhållet |
| 2002           | Matthew Gilmore Scott McGrory      | Jimmi Madsen Michael Sandstød          | Kurt Betschart Bruno Risi              |             |
| 2003- 2004     | Ej avhållet                        | Ej avhållet                            | Ej avhållet                            | Ej avhållet |
| 2005           | Jimmi Madsen Jakob Piil            | Robert Slippens Danny Stam             | Matthew Gilmore Marco Villa            |             |
| 2006           | Robert Slippens Danny Stam         | Kurt Betschart Franco Marvulli         | Giovanni Lombardi Jimmi Madsen         |             |
| 2007           | Franco Marvulli Bruno Risi         | Jakob Piil Alex Rasmussen              | Peter Schep Danny Stam                 |             |
| 2008           | Franco Marvulli Bruno Risi         | Michael Mørkøv Alex Rasmussen          | Iljo Keisse Danny Stam                 |             |
| 2009           | Michael Mørkøv Alex Rasmussen      | Peter Schep Danny Stam                 | Franco Marvulli Bruno Risi             |             |
| 2010           | Michael Mørkøv Alex Rasmussen      | Robert Bartko Iljo Keisse              | Franco Marvulli Bruno Risi             |             |
| 2011           | Michael Mørkøv Alex Rasmussen      | Marc Hester Jens-Erik Madsen           | Léon van Bon Danny Stam                |             |
| 2012           | Marc Hester Iljo Keisse            | Michael Mørkøv Alex Rasmussen          | Robert Bartko Leif Lampater            |             |
| 2013           | Lasse Norman Hansen Michael Mørkøv | Leif Lampater Luke Roberts             | Franco Marvulli Jesper Mørkøv          |             |
| 2014           | Robert Bartko Marcel Kalz          | Michael Mørkøv Alex Rasmussen          | Marc Hester Leif Lampater              |             |
| 2015           | Michael Mørkøv Alex Rasmussen      | Christian Grasmann Jesper Mørkøv       | Leif Lampater Marcel Kalz              |             |
| 2016           | Jesper Mørkøv Alex Rasmussen       | Kenny De Ketele Moreno De Pauw         | Andreas Graf Andreas Müller            |             |
| 2017           | Lasse Norman Hansen Michael Mørkøv | Kenny De Ketele Moreno De Pauw         | Yoeri Havik Wim Stroetinga             |             |
| 2018           | Kenny De Ketele Michael Mørkøv     | Moreno De Pauw Yoeri Havik             | Marc Hester Leif Lampater              |             |
| 2019           | Kenny De Ketele Moreno De Pauw     | Oliver Frederiksen Michael Mørkøv      | Yoeri Havik Matias Malmberg            |             |